# 你國
你國一词，为中國大陸等地区部分網民批判中國共產黨執政之下的中國時所用；使用「你國」或「貴國」而非中共常用之「我國」來代指中华人民共和国，以示自己之「中國」與中共执政下的「中华人民共和國」有所區別，抗議及諷刺「你的中國不是我的中國」。该词似乎源自周小平的文章《你的中国你的党》。后来「你國」一词逐步含有对中国的厌恶之情，遭到不少中国网友反对。

## 历史
《钢铁是怎样炼成的》中写道：“他们传瓦莉亚到法庭上去作证。她回来跟我们说，斯涅古尔科承认他进行过共产主义宣传，但是断然否认他背叛祖国。他说：‘我的祖国是波兰苏维埃社会主义共和国。是的，我是波兰共产党党员。我当兵是被迫的。我一向所做的工作，不过是帮助那些跟我一样被你们赶到前线的士兵睁开眼睛。你们可以为了这个绞死我，但是我从来没有背叛自己的祖国，而且永远都不会背叛。只是我的祖国跟你们的不同。你们的祖国是地主贵族的，我的祖国是工人农民的！我深信，我的祖国一定会成为一个工农大众的国家，而在我的这个祖国里，决不会有人说我是叛徒。’”
美国《外交政策》雜誌2015年6月25日發表《中國是「你國」，我們只是住在這裡》（China's Your Country, We Just Live in It）一文，指出「你國」用語在微博快速竄起。加州大學柏克萊分校信息學院兼职教授蕭強表示，這說法截至2015年已流行兩三年，有政治諷刺意味，2015年在百度搜尋「『你國』是什麼意思？」可獲得約三千三百萬條搜尋結果；不認同現今中共政權的網民，常使用這詞彙，來與他們口中所謂的“五毛黨”區別，以批評立場傾向共產黨的網民，是一種表達「你國不是我國，你的中國不是我的中國」的方法，意指中國為共產黨和“紅色權貴們”把持的中华人民共和國，而並非屬於中國人民當家作主的中國。報導还引用推特上流傳的笑話：“某人說，在給政府的報告用『你國』、在推友群聊天用『我國』，‘前者可能丟飯碗，後者則會失逼格，後果都挺嚴重’。”

## 事件
2014年，演员袁立曾使用“你国”一词在微博上回复网友，称：“因为信仰，不能工作了，这是你国首创的吧！评论者自己先照照镜子！”这一举动惹怒网友。
2016年4月14日，微博号“澳洲事儿”发表微博称，澳大利亚悉尼大学一位商学院的华裔（2015年加入澳大利亚国籍）讲师吴维屡次发微博“宣扬针对中国人的种族偏见”并“侮辱中国留学生”，将中文称为“你国语”，将中国称为“你国”，以及诸多争议言论，并曾焚烧中国护照、将其丢进马桶并将视频发布到微博。英国《每日邮报》同日报道称，悉尼大学已开始调查此事。此事后以吴维请辞结束，但相关言论的正当性仍引发诸多讨论、派系对立和行动。